# SOCEMA

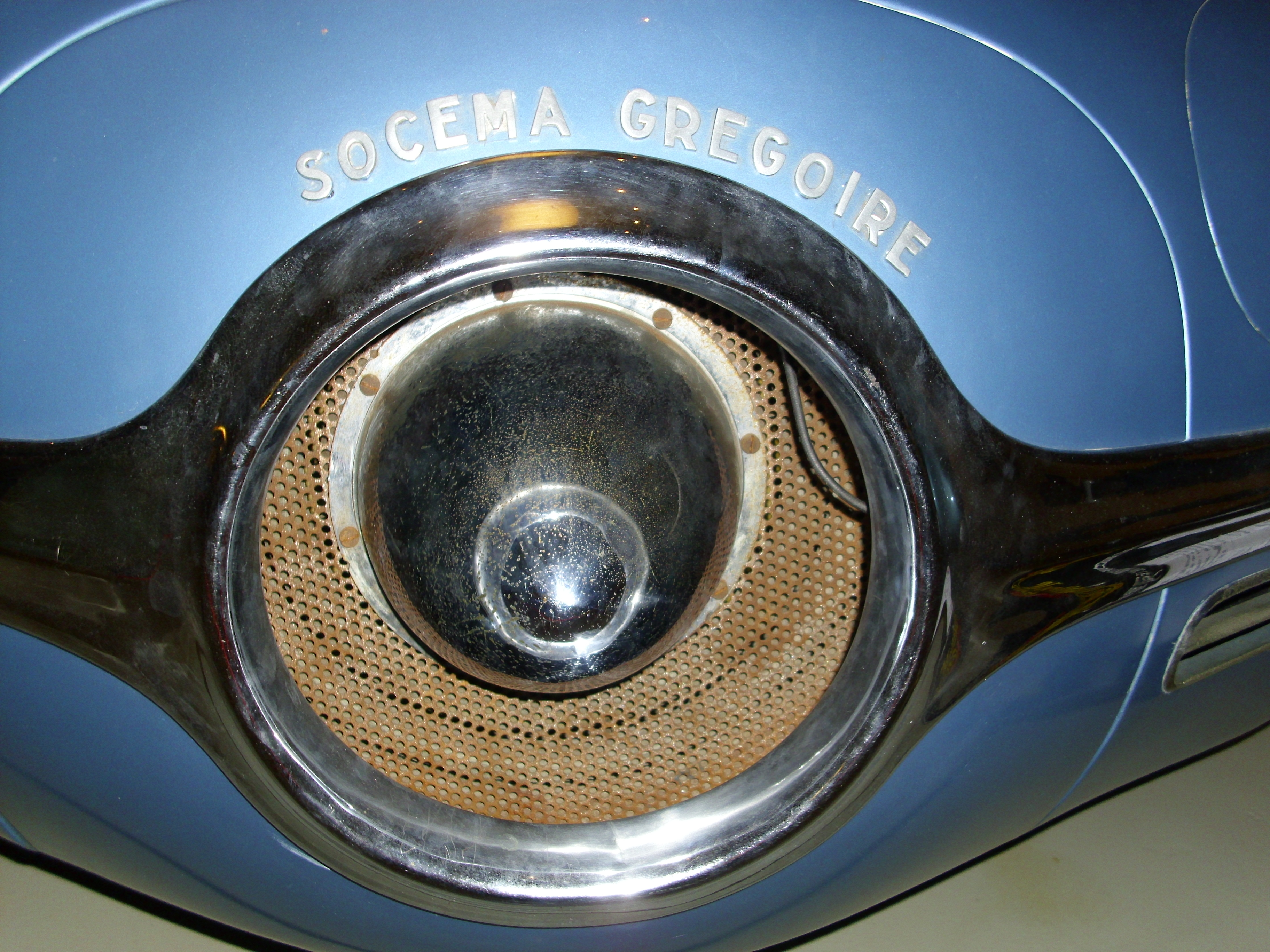
Emblem

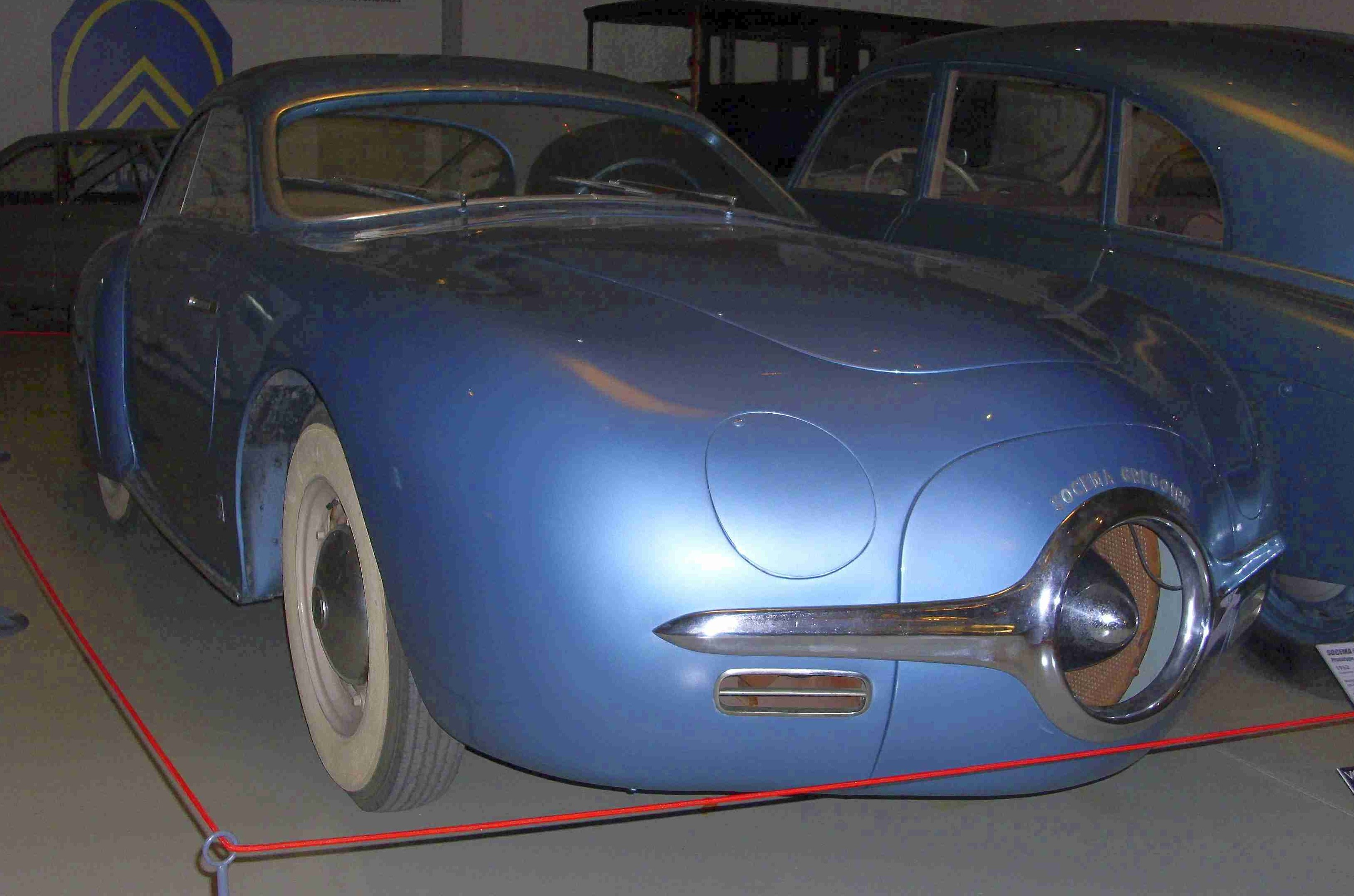
SOCEMA-Grégoire

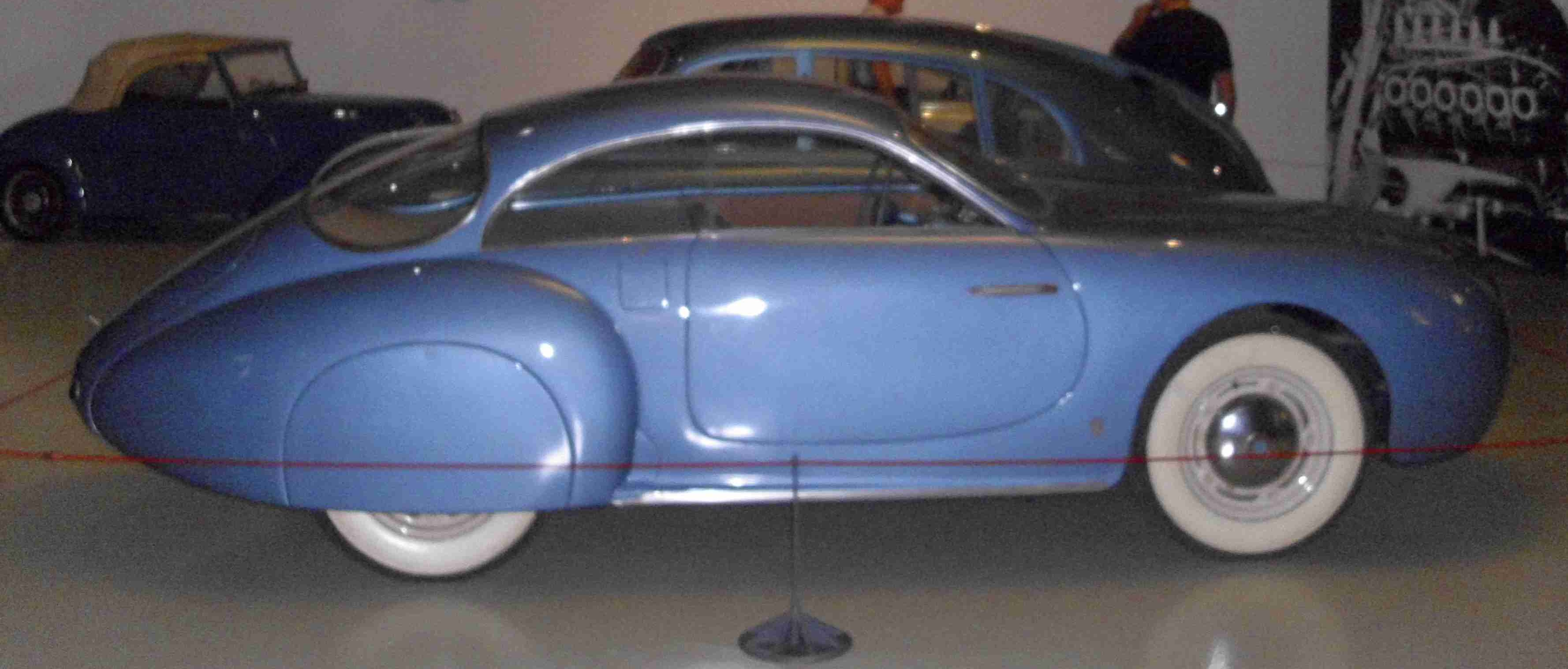
SOCEMA-Grégoire

SOCEMA war ein französischer Automobilhersteller.

## Unternehmensgeschichte
Das Unternehmen Société de Constructions et d'Équipements Mécaniques pour l'Aviation aus Paris begann 1950 mit der Entwicklung von Automobilen. 1953 endete die Produktion.

## Fahrzeuge
Das einzige Fahrzeug entstand in Zusammenarbeit mit Jean-Albert Grégoire, daher wurde es auch SOCEMA-Grégoire genannt. Grégoire hat das Fahrzeug mit stromlinienförmiger Coupé-Karosserie entworfen. Der Motor war ein Gasturbinenmotor von SOCEMA und leistete 100 PS.
Ein Fahrzeug dieser Marke ist im Musée des 24 Heures in Le Mans zu besichtigen.